# Ymer Ø
Ymer Ø is een onbewoond eiland in Nationaal park Noordoost-Groenland in het oosten van Groenland. Het is een van de drie grotere eilanden in het fjordensysteem van het Koning Oscarfjord.
Het eiland is vernoemd naar wetenschappelijk tijdschrift Ymer.

## Geografie
Het eiland wordt in het noorden begrensd door de Keizer Frans Jozeffjord, in het oosten door de Foster Bugt (Groenlandzee), in het zuiden door de Sofia Sund en in het zuidwesten door de Antarctic Sund. In het noordwesten is het zuidelijke deel van het eiland verbonden met het noordelijke schiereiland Gunnar Anderssonland, dat door het Dusénfjord deels afgescheiden wordt.
Aan de overzijde van het water ligt in het zuidoosten Geographical Society Ø, in het zuidwesten Suessland, in het noordwesten Andréeland, in het noorden Strindbergland en in het noordoosten Gauss Halvø.
Het eiland heeft een oppervlakte van 2.437 vierkante kilometer en het hoogste punt ligt op 1.900 meter.